# Rosa ×fortuneana
Hybride
Synonymes
Rosa ×fortuniana Lindl. & Paxton
Parent A de l'hybridation 
  Rosa banksiae 
×

Parent probable B de l'hybridation 
  Rosa laevigata 
Classification phylogénétique
Rosa ×fortuneana est une espèce de plantes à fleurs de la famille des Rosaceae. C'est un rosier hybride issu du croisement entre Rosa banksiae et Rosa laevigata. Cet hybride appartient à la section des Banksianae.

## Découverte
Rosa ×fortuneana n'existe pas dans la nature. Il était cultivé depuis longtemps dans les jardins en Chine, et c'est là dans les jardins, qu'il a été trouvé en 1845 par Robert Fortune.

## Description
D'une hauteur de 7 à 10 m, il est aussi vigoureux que Rosa banksiae et Rosa laevigata et comme eux il possède un feuillage persistant. Ses feuilles de 3 à 5 folioles sont ovales à bords finement dentés.
Sa floraison en juin est constituée de grandes (7 cm) fleurs doubles, blanc crème, aux pétales peu serrés, toujours isolées.
Il nécessite un grand ensoleillement et de la chaleur

## Synonyme
- Rosa ×fortuniana[1] Lindl.